# Harold Charles Gatty
Harold Charles Gatty (Campbell Town Tasmania, 5 gennaio 1903 – Figi, 30 agosto 1957) è stato un aviatore e scrittore australiano, pioniere dell'aviazione.
Gatty acquisì una grande fama mondiale per avere fatto nel 1931 assieme a Wiley Post il giro del mondo in aereo in 8 giorni, 15 ore, e 51 minuti primi percorrendo quasi 25.000 chilometri con un Lockheed Vega chiamato Winnie Mae.

## Carriera
Gatty a 14 anni fu ammesso al Royal Australian Naval College. Dopo la I guerra mondiale iniziò a navigare su navi a vapore della marina mercantile australiana continuando fino al 1927 quando emigrò in California dove aprì una scuola di navigazione marina.
Nel 1928 volse la propria attenzione alla navigazione aerea, particolarmente ai voli transocenici a cui applicò la propria esperienza marinara.
Nel 1929 Gatty volò con un Lockheed Vega da Los Angeles a New York, per la compagnia Nevada Airlines, per dimostrare la possibilità del servizio passeggeri coast to coast.  Il volo compiuto in 4 tappe durò 19 ore e 53 minuti, costituendo il record dell'epoca per i voli commerciali transcontinentali.
Nel 1931 assieme a Wiley Post tentò di superare il record di circumnavigazione aerea del globo di 21 giorni detenuto dal Graf Zeppelin. Partiti il 23 giugno dal Roosevelt Field di New York, dopo avere attraversato l'Atlantico in 16 ore e 17 minuti, l'Europa, il Mare di Bering, l'Alasca, l'Alberta atterrarono al Roosevelt Field compiendo l'intero percorso in 8 giorni, 15 ore, e 51 minuti.
Nel 1932 Gatty e Post ricevettero la Distinguished Flying Cross.
Dopo la II guerra mondiale Gatty si trasferì alle Figi dove costituì la Fiji Airways che successivamente divenne l'Air Pacific.
Scrisse il libro sulla navigazione Nature Is Your Guide che fu pubblicato dopo la sua morte avvenuta nel 1957. Gatty è sepolto nelle Figi.